# Färöische Sigurdlieder

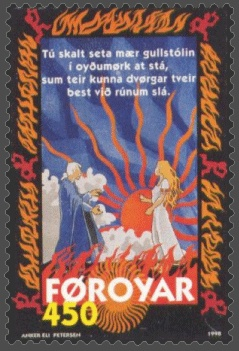
Brynhild schlägt ihrem Vater, König Buðli, vor, die Waberlohe um ihren Saal zu errichten, um Sigurd herauszufordern.
Briefmarke von 1998

Die färöischen Sigurdlieder gehen zurück auf die ältesten färöischen Balladen des Mittelalters. Sie haben ihren Namen von Sigurd, der auch in den Erzählungen anderer Völker auftaucht und in weiten Teilen Siegfried dem Drachentöter entspricht. Die Lieder unterscheiden sich jedoch deutlich von anderen Sigurd/Siegfried-Liedern, wie z. B. den isländischen Sigurdliedern der Edda oder dem deutschen Nibelungenlied.
Die färöischen Sigurdlieder sind ein eigenständiger Zyklus aus 15 Liedern und Liedfragmenten mit 1482 Strophen. Der Hauptstamm des Zyklus besteht aus den drei großen Sigurdliedern:
- Reginn, der Schmied mit 131 Strophen
- Brynhilds Lied mit 238 Strophen
- Høgnes Lied mit 254 Strophen.

Bei den ältesten Liedern handelt es sich wahrscheinlich um Nachdichtungen aus dem 14. Jahrhundert (in dem der Reigen eingeführt wurde) auf der Grundlage noch älterer Volksballaden, die von den norwegischen Siedlern mitgebracht wurden, welche die Färöer Anfang des 9. Jahrhunderts besiedelten.
Die färöischen Sigurdlieder wurden 1851 von V. U. Hammershaimb in der neufäröischen Schriftsprache niedergeschrieben.